# نئافیلادلفیا
شهر نئافیلادلفیا در استان آتیک در کشور یونان واقع شده‌است که دارای جمعیت ۲۳٬۳۸۹ نفر می‌باشد.

## نگارخانه

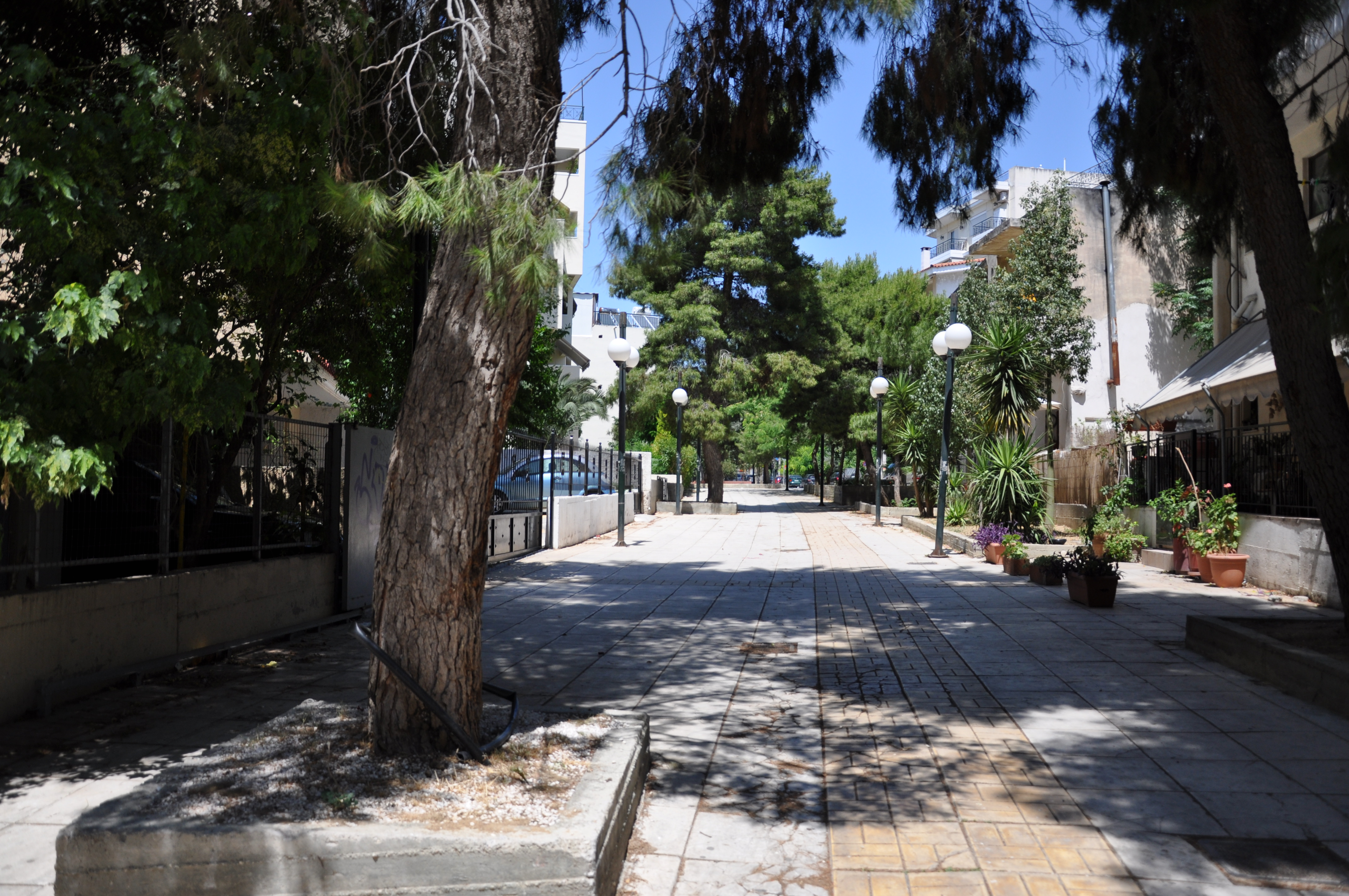
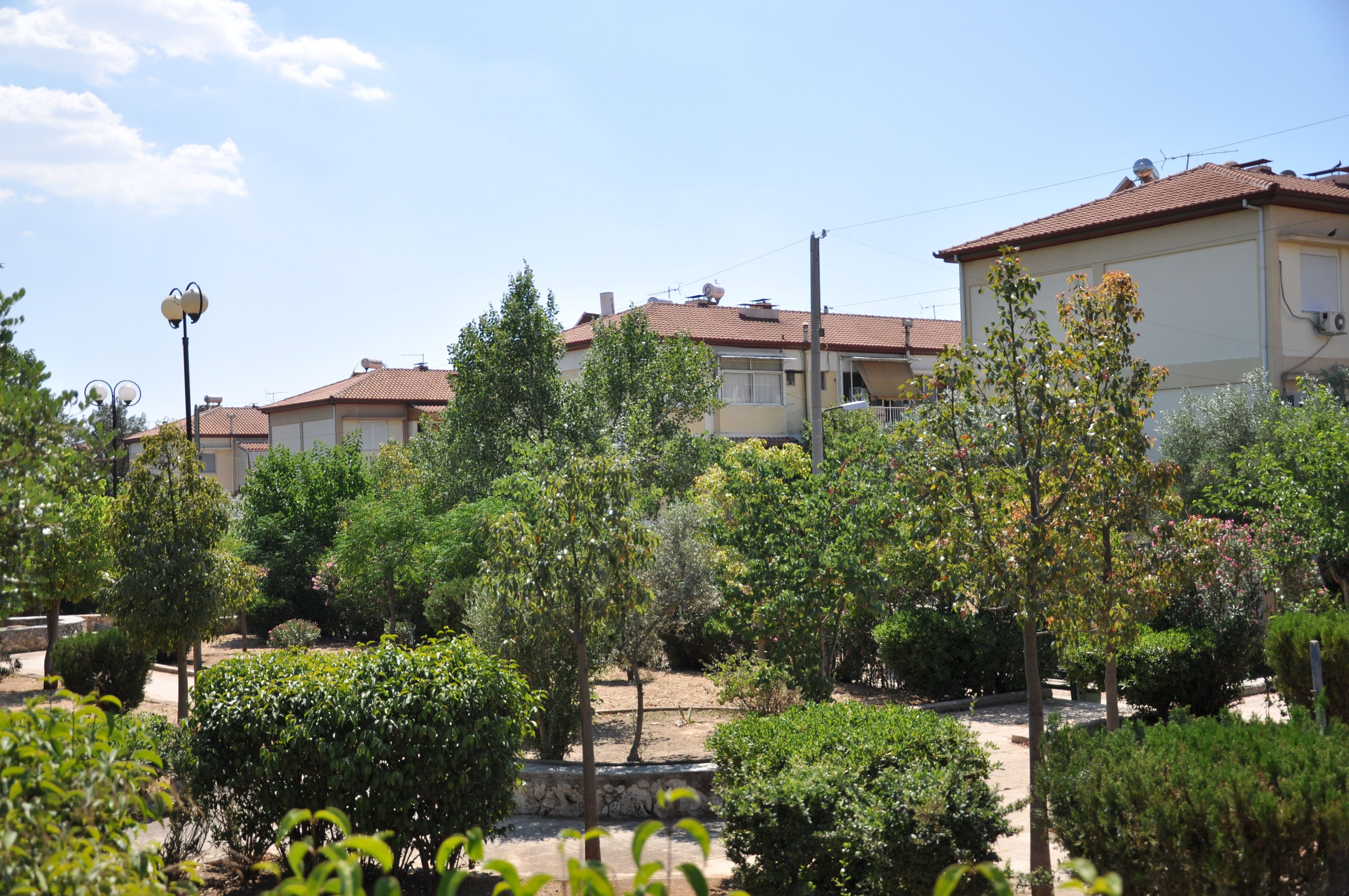
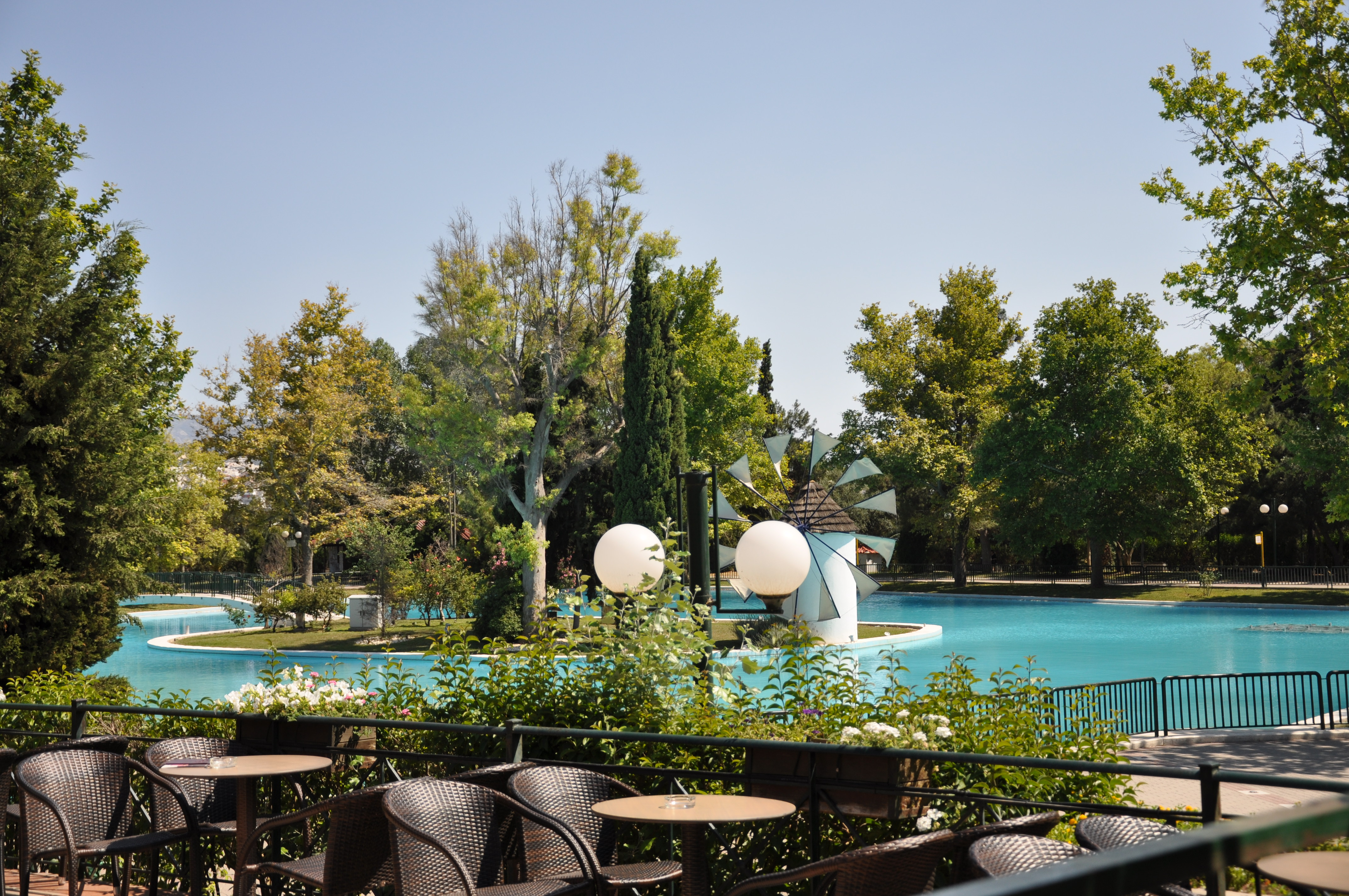